# أوقست سترومبرغ
أوقست سترومبرغ (بالسويدية: August Strömberg)‏ هو لاعب كرة قدم سويدي في مركز حراسة المرمى، ولد في 28 فبراير 1992 في غوتنبرغ في السويد. لعب مع نادي ليونغسكايل.

## وصلات خارجية
- أوقست سترومبرغ على موقع اتحاد النرويج (النرويجية)
- أوقست سترومبرغ على موقع اتحاد السويد (السويدية)
- أوقست سترومبرغ على موقع قاعدة بيانات كرة القدم.إي يو (الإنجليزية)
- أوقست سترومبرغ على موقع Soccerway.com (الإنجليزية)